# وورونوفسکایا
وورونوفسکایا (به لاتین: Voronovskaya) یک منطقهٔ مسکونی در روسیه است که در استان آرخانگلسک واقع شده‌است.